# Robert Faure
Pour les articles homonymes, voir Faure.
Robert Faure, né dans les Hautes-Alpes à Saint-Jean-Saint-Nicolas le 2 mars 1930 et mort le 11 mai 2021 à Paris 12e,, est un journaliste, blogueur, auteur de différents ouvrages notamment sur l'histoire et la mémoire de la vallée du Champsaur.

## Biographie

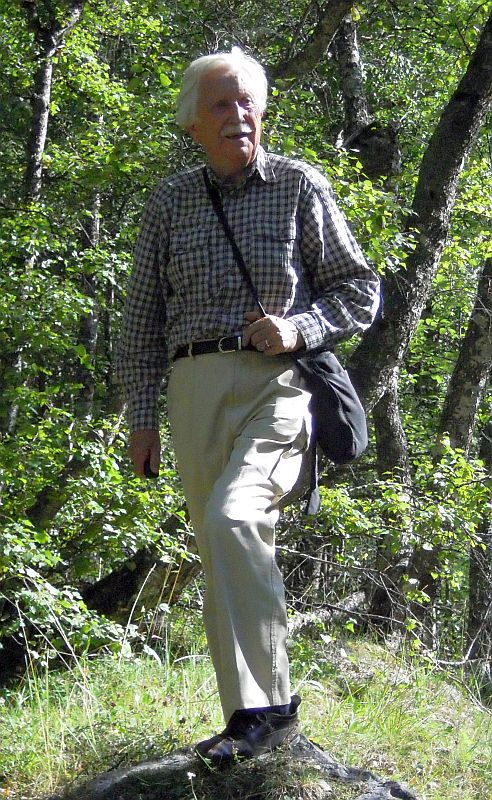
Robert Faure en 2012 à Champoléon.

### Jeunesse
Robert Faure naît à Prégentil, commune de Saint-Jean-Saint-Nicolas dans « la plus vieille maison du Champsaur » dans une famille de sept enfants.

### Formation
Il suit à Paris les cours du Centre de formation des journalistes ; il en sort diplômé, promotion 1954.

### Carrière journalistique
Robert Faure commence sa carrière de journaliste dans la presse de province : Midi libre à Montpellier en 1954, Paris Normandie à Rouen en 1955. Puis il entre à la rédaction parisienne de La Dépêche du Midi, rue du Faubourg Montmartre, en 1956 (presse ministérielle et membre de la presse présidentielle). La Dépêche du Midi supprime la rédaction parisienne en 1976.
Robert Faure assure, fin 1976, une chronique quotidienne à Radio Monte Carlo.
Il entre en avril 1977 au journal Les Marchés, le quotidien de l'agriculture et de l'agroalimentaire, pour en devenir rédacteur en chef jusqu'à sa retraite en 1992.
En mai 1968, Robert Faure donne des cours à l'Institut des hautes études de droit rural et d'économie agricole, (IHEDREA) : commentaires de presse sur l'actualité des lois, lois nouvelles qui vont changer le droit (années 1967 à 1969).

## Annuaire
Parallèlement, Robert Faure crée, fonde et édite en 1964 « DIC AGRI, le dictionnaire annuaire de l'agriculture et de l'agroalimentaire, organismes et dirigeants ». D'année en année, les « éditions DIC AGRI Robert Faure » se succèdent en version papier jusqu'en 1993. EPS et la SEDA prennent la suite. Pour son cinquantenaire DIC AGRI passe au numérique. DIC AGRI est maintenant, sur internet, un annuaire en ligne.

## Audiovisuel
En collaboration avec Maurice Péan, Robert Faure a écrit plusieurs pièces radiophoniques, notamment en mars 1959 M. Le Curé de Saint Pierre au Coq puis Noces d'or au village, pièces radiophoniques produites et mises en ondes sur la Chaîne Parisienne par Jean Chouquet.
Robert Faure devient, en 1959, membre de la Société des auteurs et compositeurs dramatiques (SACD).
En 1970, il réalise des reportages à la télévision, avec François-Henri de Virieu et Michel Cuperly pour Télé-villages sur les résidents secondaires, les fusions de communes, les femmes en milieu rural, etc.
En 1985, il assure des chroniques à la télé, sur FR3, dans l'émission de Jean Claude Widemann D'un soleil à l'autre.

## Publications

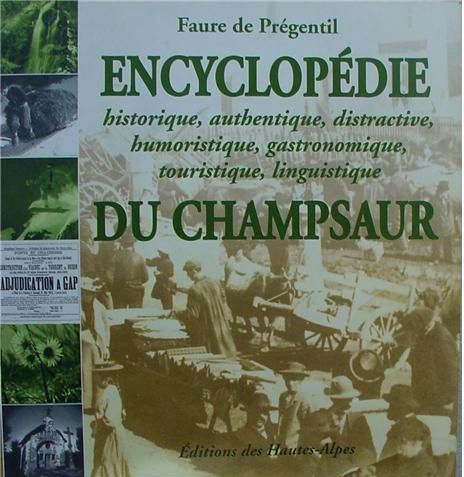
Encyclopédie du Champsaur.

- Le Champsaur histoire et mémoire[12] (pseudo : Faure de Prégentil) Éditions Ophrys Gap 1992  (ISBN 2-902166-10-9).
- Lesdiguières duc du Champsaur[13] (pseudo : Faure de Prégentil) Éditions des Hautes Alpes (réédition en 2002), illustrations de Marion Bertrand  (ISBN 2-909956-12-1).
- Les quatre saisons du Champsaur[14], textes de Robert Faure, photos de Charly Baile. Éditions Ophrys Gap 1995.  (ISBN 2-902166-11-7).
- Les Hautes Alpes à découvrir[15], imprimerie des Eyssagnières, Gap 1996 - Textes de Robert Faure, photos de Charly Baile. Préfacé par le Prix Nobel de physique 1991 Pierre-Gilles de Gennes.  (ISBN 2-907118-01-3).
- Merveilles des Hautes Alpes[16], éditions Ophrys Gap, juin 2002, textes de Robert Faure, photos de Charly Baile, préface de Luc Alphand.  (ISBN 2-7080-1023-9).
- Encyclopédie du Champsaur[17], (pseudo : Faure de Prégentil), réédition en 2009 - Éditions des Hautes Alpes.  (ISBN 2-909956-49-0).

## Distinctions
- Chevalier de l'ordre du Mérite agricole, arrêté signé par Christian Bonnet le 30 juillet 1974[18] ;
- Officier de l'ordre du Mérite agricole, arrêté signé par Michel Rocard le 7 juillet 1983[18].